# Elenco delle persone dell'HEC Paris
Questo è un elenco di ex studenti illustri dell'HEC Paris (Francia). Sono rappresentati dagli HEC Alumni.

## Politica

### Organizzazione Internazionale
- Pascal Lamy (classe 1969), Direttore Generale dell'Organizzazione Mondiale del Commercio
- Dominique Strauss-Kahn (classe 1971), Direttore Generale del Fondo Monetario Internazionale
- Bertrand Badré (classe 1989), Direttore Finanziario della Banca Mondiale

### Capi di Stato e di Governo
- Francisco Madero, Presidente del Messico
- Paul Reynaud (classe 1898), Primo Ministro della Francia
- Son Sann (classe 1933), Primo Ministro della Cambogia
- Édith Cresson (classe 1957), Primo Ministro della Francia
- Kabiné Komara, Primo Ministro della Guinea
- François Hollande (classe 1975), Presidente della Francia
- Abdoul Mbaye (classe 1976), Primo Ministro del Senegal
- Bozidar Djelic (classe 1987), Vice Primo Ministro della Serbia
- Milojko Spajić (MBA), Primo Ministro del Montenegro

### Ministri e Segretari di Stato
- Maurice Herzog (classe 1944), Segretario di Stato francese per la Gioventù e lo Sport
- Hervé de Charette (classe 1960), Ministro degli Affari Esteri francese
- François d'Aubert (classe 1966), Ministro della Ricerca francese
- Jean-Louis Borloo (classe 1976), Ministro dell'Ecologia francese
- Serge Lepeltier (classe 1976), Ministro dell'Ecologia francese
- Éric Woerth (classe 1981), Ministro del Bilancio francese
- Valérie Pécresse (classe 1988), Ministro dell'Istruzione Superiore francese
- Rachida Dati, Ministro della Giustizia francese
- Benjamin Griveaux (classe 2001), Segretario di Stato francese per l'Economia

### Altre figure politiche
- Bertrand Denis (classe 1923), deputato francese
- Pierre Perroy (classe 1928), deputato francese
- Joseph Fontanet (classe 1940), deputato francese
- Xavier de Villepin (classe 1949), deputato francese
- Georges Frêche (classe 1961), sindaco di Montpellier, deputato francese
- Pierre Brochand (classe 1962), direttore della DGSE
- Bernard Brochand (classe 1962), sindaco di Cannes, deputato francese
- Jacques Cheminade (classe 1963), attivista politico francese e candidato alla presidenza
- Jean-Claude Guibal (classe 1963), deputato francese
- Danielle Bousquet (classe 1967), deputato francese
- Gilles Carrez (classe 1972), deputato francese
- Aziz Mekouar (classe 1974), ambasciatore del Marocco, presidente dell'Organizzazione per l'alimentazione e l'agricoltura
- François Asselineau (classe 1980), ispettore generale delle finanze e fondatore dell'UPR
- Michel Grall (classe 1984), deputato francese
- Nicolas Dufourcq (classe 1984), direttore della Banca Pubblica d'Investimento
- Dominique Dord (classe 1985), francese Deputato
- Pablo Kleinman (classe 2003), imprenditore, giornalista e funzionario del Partito Repubblicano americano
- Florian Philippot (classe 2005), deputato europeo e vicepresidente del Fronte Nazionale (Francia)
- Nicolas Princen (classe 2007), consigliere del Presidente francese Nicolas Sarkozy
- Vincent Chauvet (classe 2011), attivista politico francese
- Jean-Christophe Napoléon (classe 2011), Capo della Casa di Bonaparte

## Affari
- Alain Taravella, miliardario e fondatore di Altarea SCA
- Serge Dassault, miliardario e fondatore del Dassault Group
- Georges Schwob d'Héricourt (classe 1882), presidente della SFCO
- Pierre Bellon (classe 1954), miliardario e presidente di Sodexo
- Louis Gallois (classe 1966), CEO di EADS
- Henri Proglio (classe 1971), amministratore delegato di Électricité de France
- Baudouin Prot (classe 1972), amministratore delegato di BNP Paribas
- Michel de Rosen (classe 1974), amministratore delegato di Eutelsat
- Christophe Cuvillier (classe 1976), CEO di Unibail Rodamco
- Henri de Castries (classe 1976), CEO di AXA
- Denis Kessler (classe 1976), CEO di Scor
- Jean-Dominique Sénard (classe 1976), CEO di Michelin
- Jean-Paul Agon (classe 1978), CEO di L'Oréal
- Rémy Pflimlin (classe 1978), amministratore delegato di France Télévisions dal 2010 al 2015[1]
- Pierre Danon (classe 1980), Presidente di Volia
- Mercedes Erra (classe 1981), CEO di Havas
- Hubert Joly (classe 1981), CEO di Best Buy
- Stéphane Richard (classe 1981), CEO di Orange
- Gilles Schnepp (classe 1981), CEO di Legrand
- Alain Weill (classe 1984), CEO di NextRadioTV
- Valérie Hermann (classe 1985), ex CEO di Yves Saint Laurent e Reed Krakoff
- François-Henri Pinault (classe 1985), CEO di Kering
- Jean Riachi (classe 1985), fondatore e CEO di FFA Private Bank
- Jean-Pierre Aguilar (classe 1986), CEO di Capital Fund Management
- Emmanuel Faber (classe 1986), CEO di Danone
- Frédéric Lemoine (classe 1986), CEO di Wendel
- François Pérol (classe 1986), CEO di BPCE
- Pascal Soriot (classe 1986), CEO di AstraZeneca
- Dan Serfaty (classe 1987), CEO di Viadeo
- Eric Janvier (classe 1989), CEO di Schlumberger Business Consulting
- Fréderic Jousset (classe 1992), amministratore delegato di Webhelp
- Loïc Le Meur (classe 1996), imprenditore seriale
- Greg Skibiski (classe 2006), CEO di Sense Networks
- Fidji Simo (classe 2008), CEO di Instacart

## Accademici
- Michel Crozier (classe 1943), sociologo
- Pierre Rosanvallon (classe 1969), storico
- Jean-Louis Scaringella (classe 1970), Preside dell'ESCP Business School
- Michèle Pujol (classe 1973), economista
- Bernard Ramanantsoa (classe 1976), Preside dell'HEC Paris
- Loïc Wacquant (classe 1981), sociologo
- Éric Pichet (classe 1985), economista e professore al KEDGE
- Frédéric Lordon (classe 1987), economista
- Bertrand Moingeon (classe 1991), ex professore all'HEC Paris e ex professore ospite alla Harvard Business School, ora professore e Vice Preside per la Formazione Executive presso la ESCP Business School
- Enrique Cabrero Mendoza (classe 2001), professore presso il CIDE (Centro de Investigación y Docencia Económicas) in Messico e direttore generale del CONACYT
- Itzhak Gilboa, Professore di Economia e Scienze Decisionali presso l'AXA
- Olivier Sibony (classe 1988), Professore di Strategia e Politica Aziendale, ex Partner presso McKinsey & Company

## Media
- Claire Chazal (classe 1978), giornalista di TF1
- Érik Izraelewicz (classe 1976), direttore di Le Monde
- Odette Kahn (classe 1946), redattrice
- Florence Noiville (classe 1984), giornalista
- Philippe Ragueneau (classe 1939), giornalista
- Dominique Tchimbakala, conduttore di telegiornale (classe 2021), giornalista

## Scrittori e artisti
- Paul Vialar (classe 1920), scrittore
- Jacques Rouxel (classe 1949), animatore cinematografico
- Bernard Fresson (classe 1953), attore
- Catherine Robbe-Grillet (classe 1953), scrittrice e fotografa
- François Brune (classe 1964), scrittore
- Jean-François Stévenin (classe 1967), attore
- Bernard Le Nail (classe del 1970), scrittore
- Francis Cholle, scrittore
- Flore Vasseur, regista, sceneggiatore, produttore cinematografico, romanziere, giornalista e imprenditore.[2][3]

## Sport
- Émile Lesieur (classe 1908), giocatore di rugby
- Jacques Georges (classe di 1938), presidente della UEFA
- Alain Cayzac (classe 1963), presidente del PSG Football Club
- Perrine Pelen (classe 1986), campionessa del mondo di sci
- Hubert Gardas (classe 1990), campione olimpico di scherma
- Sylvain Marconnet (classe 2011), giocatore di rugby

## Militare
- Roland Garros (classe 1908), pilota di caccia durante la Prima Guerra Mondiale